# جاكي وايتهاوس
جاكي وايتهاوس (بالإنجليزية: Jackie Whitehouse)‏ (4 مارس 1897 في المملكة المتحدة - 3 يناير 1948 في المملكة المتحدة) هو مدرب كرة قدم ولاعب كرة قدم بريطاني (وحمل سابقاً جنسية المملكة المتحدة لبريطانيا العظمى وأيرلندا) في مركز الهجوم. لعب مع برمنغهام سيتي وديربي كاونتي وشيفيلد وينزداي ونادي بورنموث ونادي ووستر سيتي وRedditch United F.C. ‏.